# Berini (Timiș)
Berini ist ein Dorf im Kreis Timiș, in der Region Banat, im Südwesten Rumäniens. Berini ist Teil der Gemeinde Sacoșu Turcesc.
Berini hatte 2011 522 Einwohner.

## Geografische Lage
Das Dorf liegt 28 km südöstlich von Timișoara.